# Лимпыпитылькы (приток Худосея)
Лимпыпитылькы (устар.Лимп-Питыль-Кы) — река в России, протекает по территории Ямало-Ненецкого автономного округа. Устье реки находится в 146 км по левому берегу реки Худосей. Длина реки составляет 126 км.

## Притоки
- 2 км: Заколдованная (пр)
- 14 км: Нюнилькикэ (приток Лимпыпитылькы) (пр)
- 21 км: река без названия (лв)
- 28 км: Сэккылькикэ (лв)
- 40 км: Тотватылькы (лв)
- Тюмыльшюнчилькикэ (пр)
- 57 км: Каклыльвэттылькикэ (пр)
- 78 км: Ираткикэ (пр)
- 94 км: Полугорелая (лв)
- 106 км: Вершинная (лв)

## Данные водного реестра
По данным государственного водного реестра России относится к Нижнеобскому бассейновому округу, водохозяйственный участок реки — Таз, речной подбассейн реки — подбассейн отсутствует. Речной бассейн реки — Таз.
Код объекта в государственном водном реестре — 15050000112115300069053.